# ناوشکن کلاس هندی
دیسترویر کلاس هندی (به انگلیسی: Handy-class destroyer) یک کلاس از کشتی است که طول آن ۱۹۴ فوت (۵۹ متر) می‌باشد.